# سالي ماثيوز
سالي ماثيوز (بالإنجليزية: Sally Matthews)‏ هي موسيقية ومغنية ومغنية أوبرا بريطانية، ولدت في يوليو 1975.

## وصلات خارجية
- سالي ماثيوز على موقع ميوزك برينز (الإنجليزية)
- سالي ماثيوز على موقع أول ميوزيك (الإنجليزية)
- سالي ماثيوز على موقع ديسكوغز (الإنجليزية)